# Bombardeos de La Garriga

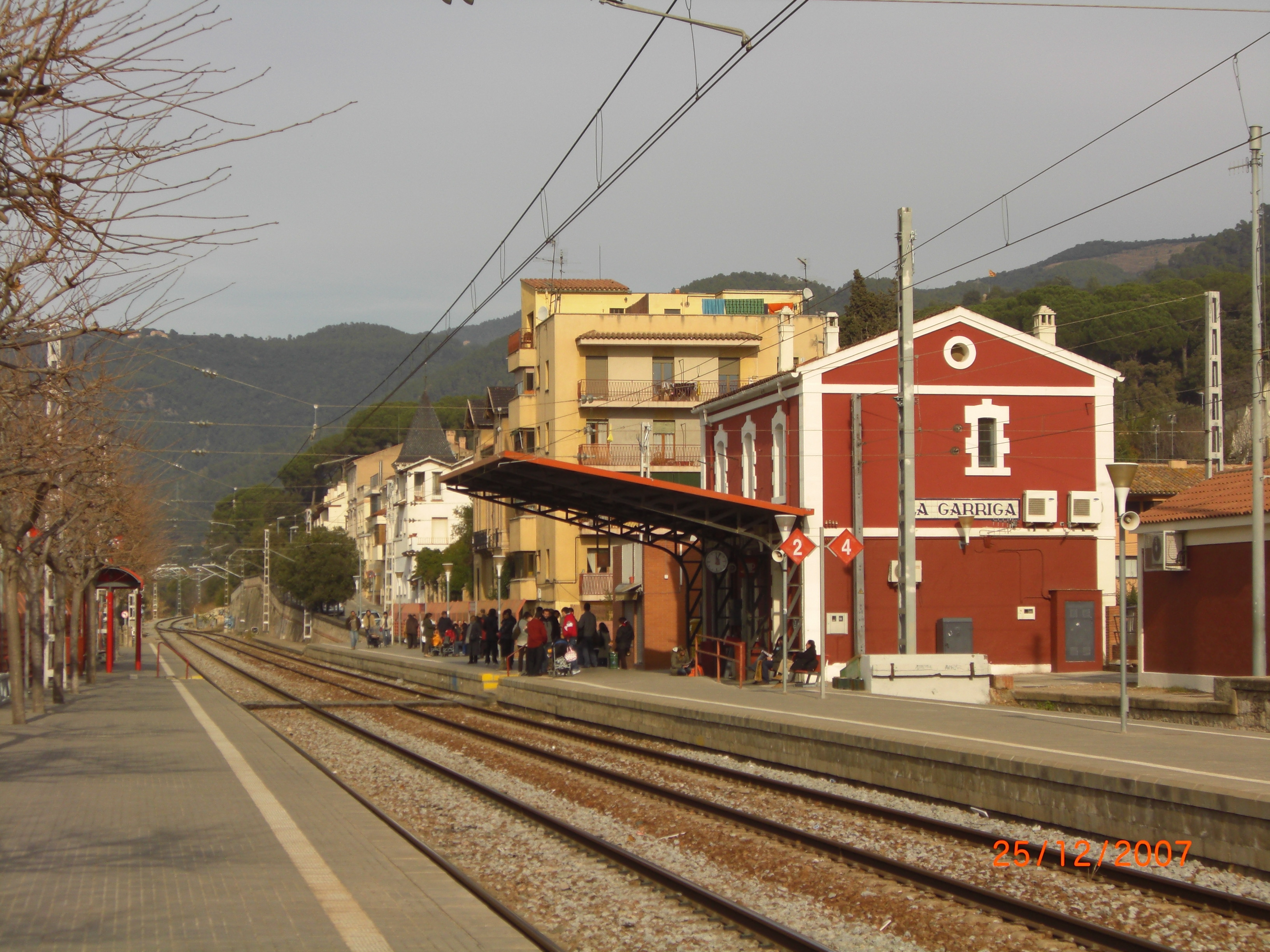
Estación del tren bonbardeado.

Los bombardeos de La Garriga tuvieron lugar los días 28 y 29 de enero de 1939, dos meses antes de acabar la guerra civil española, sobre la población de La Garriga (provincia de Barcelona), causando 15 muertos, en su mayoría civiles, justo dos días antes de que las tropas franquistas entraran en la villa el 1 de febrero.

## Antecedentes
El 26 de enero de 1939, el cuerpo de ejército de Navarra, unidades de mercenarios marroquíes y la División Littorio italiana, ocuparon Barcelona. El día 28 de enero, las fuerzas sublevadas entraron en Granollers y detuvieron un poco su avance, extendiéndose solo por el plano de Llerona, pero no ocupando aún La Garriga hasta unos días después.
La Garriga, estratégicamente situada en la puerta de entrada natural de la comarca de Osona y que cierra al norte la llanura del Vallés, no dispuso en toda la guerra de ninguna concentración relevante de tropas ni de ninguna industria de guerra. En el momento de los bombardeos, la población, exhausta, esperaba desesperadamente el fin del conflicto. Unos días antes, las tropas de Enrique Lister habían pasado, en retirada, por la población, pero en ningún caso esto había supuesto una concentración de tropas ni se había planteado ningún tipo de acción de resistencia al avance franquista.
La población había pasado, durante los años de guerra y a pesar de los numerosos muertos en la retaguardia republicana o en la frente, de una población de 3048 habitantes de derecho el 30 de abril de 1936, a una población no declarada, pero estimada, entre 8000 y 10 000 personas a finales de 1938. En buena parte el incremento correspondía a personas de paso que huían de los bombardeos de Barcelona y Granollers, a heridos en convalecencia o niños refugiados de otras regiones de España, sobre todo de Madrid y el País Vasco.

## Los hechos
La noche del 28 de enero, La Garriga sufrió la primera oleada de bombardeos, procedentes de 10 aviones Savoia-Marchetti italianos. Conmocionada, a la mañana siguiente otro bombardeo castigó a la indefensa población. Las bombas incidieron especialmente en el cruce de la carretera general de Barcelona a Vich con la carretera que va a La Ametlla y la estación de tren, que quedó completamente destruida.
Una bomba, al menos, cayó en pleno centro de la población, en el cruce de las calles Figueral y Baños y causó graves estragos. Varias casas quedaron en ruinas. El balance de los bombardeos fueron un total de 13 personas muertas, 7 de ellas menores de edad (incluidos dos hermanos de 6 y 2 años de edad). De las 13 víctimas, 8 eran garriguenses y 5 eran personas de paso o refugiadas. El 1 de febrero, las tropas franquistas entraron en La Garriga, en medio de un silencio sepulcral y las ventanas y puertas cerradas.
En el registro civil fueron inscritas 14 personas como víctimas del ataque, especificándose que su muerte se produjo con motivo del "bombardeo que sufrió con ocasión de su liberación por el glorioso ejército nacional".